# Le Guerrier d'acier
Pour les articles homonymes, voir Solo.
Pour plus de détails, voir Fiche technique et Distribution.
Le Guerrier d'acier (Solo) est un film de science-fiction américano-mexicain réalisé par Norberto Barba, sorti en 1996.

## Synopsis
Solo est un androïde conçu et utilisé à des fins militaires par l'armée américaine. Nettement plus puissant qu'un soldat humain, il est envoyé pour une première mission en Amérique latine. Cependant, doté d'une conscience humaine, Solo se montre empathique envers les êtres vivants et refuse les ordres destructeurs de ses supérieurs.

## Fiche technique
- Titre : Le Guerrier d'acier
- Titre original : Solo
- Réalisation : Norberto Barba
- Scénario : David L. Corley, d'après le roman Weapon, de Robert Mason
- Production : Joseph Newton Cohen, John Flock, Jose Ludlow et Gina Resnick
- Sociétés de production : Kinema Films de Mexico, Triumph Enterprises Inc. et Van Peebles Films
- Musique : Christopher Franke
- Photographie : Christopher Walling
- Montage : Scott Conrad
- Décors : Markus Canter
- Costumes : María Estela Fernández
- Pays d'origine : Mexique, États-Unis
- Format : Couleurs - 2,35:1 - Dolby / SDDS - 35 mm
- Genre : Action, science-fiction
- Durée : 94 minutes
- Dates de sortie : 23 août 1996 (États-Unis), 28 mai 1997 (France)

## Distribution
- Mario Van Peebles (VF : Pascal Legitimus) : Solo
- Barry Corbin (VF : Robert Darmel) : le général Clyde Haynes
- William Sadler (VF : Patrick Osmond) : le colonel Frank Madden
- Jaime Gomez : le sergent Lorenzo
- Demián Bichir : Rio
- Seidy Lopez (VF : Claire Guyot) : Agela
- Abraham Verduzco (VF : Brigitte Lecordier) : Miguel
- Joaquín Garrido : Vasquez
- William Wallace : Thompson, le pilote de l'hélicoptère
- Adrien Brody (VF : Philippe Vincent) : le docteur Bill Stewart
- Brent Schaeffer : l'officier des communications
- Christopher Michael : l'officier de la cabine de pilotage
- Lucas Dudley : Helmsman
- Rafael Velasco : Justos
- Abel Woolrich : Lazaro

## Autour du film
- Le tournage s'est déroulé à Nayarit, Puerto Vallarta et Veracruz, au Mexique.
- Certaines scènes furent reprises dans le film Agent Destructeur, réalisé par Damian Lee en 2000.
- La chanson I Can See the Stars est interprétée par David Glickman.
- À noter, une petite apparition du réalisateur Norberto Barba dans le rôle d'un soldat rebelle.